# 笹島焼

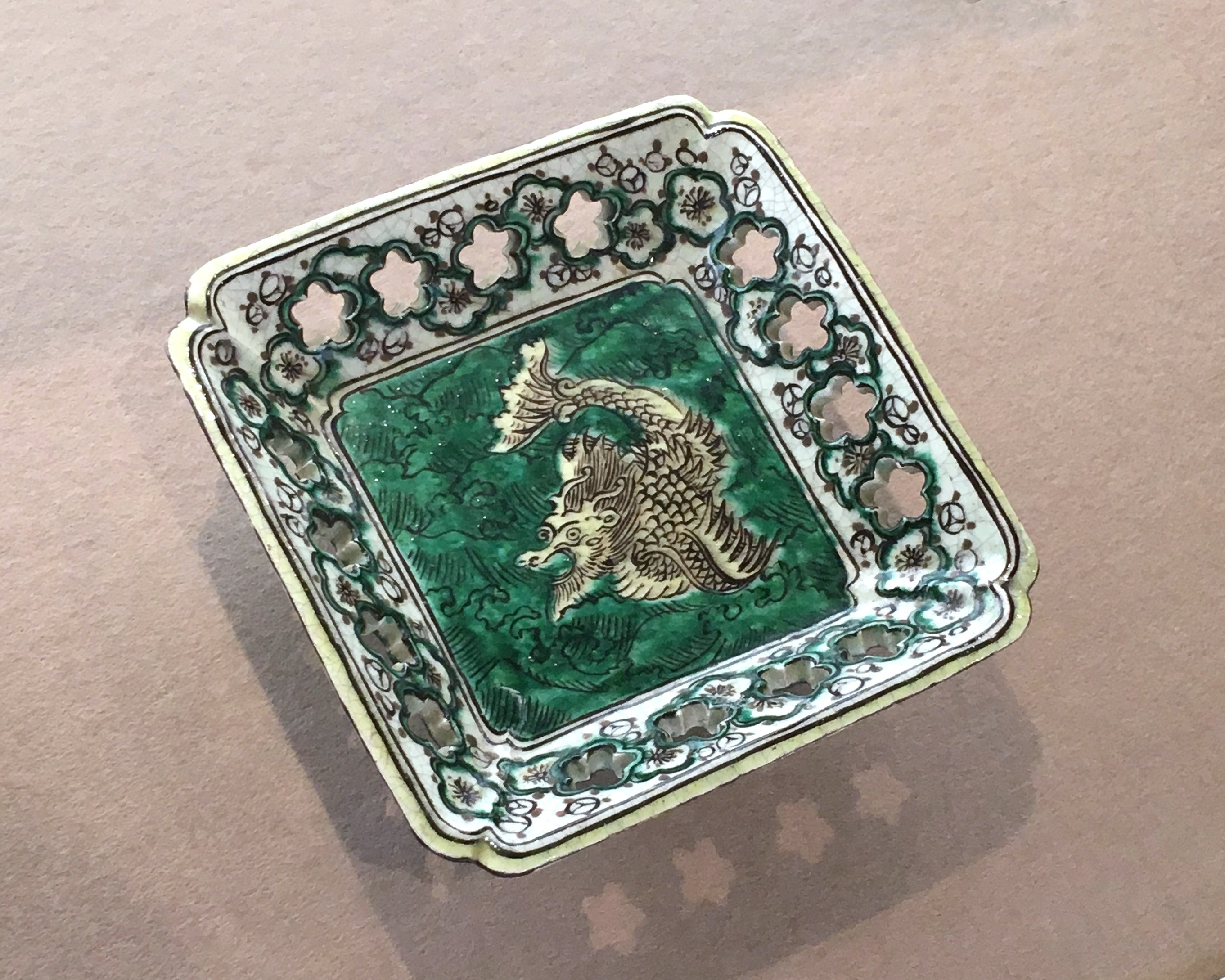
笹島焼の角皿（江戸時代後期、愛知県陶磁美術館蔵）

笹島焼 (ささしまやき）は、愛知県（尾張国）名古屋において作られた陶磁器の一種。

## 概要
笹島焼は、文化年間牧朴斎により、その名が示す通り笹島の地に開窯された。牧朴斎は彫刻も得意としており、笹島焼は鮮やかな色彩も特徴としている。牧朴斎ののち三代続いた窯は、1923年（大正12年）ごろに名古屋駅の拡張工事に伴い姿を消したとされる。